# Лебук, Шарль
Шарль Жозеф Лебук (фр. Charles Joseph Lebouc; 22 декабря 1822 года, Безансон — 6 марта 1893 года, Йер) — французский виолончелист.
Учился игре на виолончели в Парижской консерватории у Луи Норблена, Олива Васлена и Огюста Франкомма. Окончив курс в 1842 году, продолжал изучать гармонию под руководством Фроманталя Галеви.
В 1844—1848 годах играл в оркестре Парижской оперы, затем вплоть до 1884 года — в Оркестре концертного общества Парижской консерватории. В большей степени известен как ансамблевый музыкант, с 1855 года организовывал камерные концерты и играл в них. Выступал, в частности, вместе с Луи Дьемером и Антуаном Тоду. В 1886 году участвовал в премьере сюиты Камиля Сен-Санса «Карнавал животных», став первым исполнителем получившей в дальнейшем отдельную известность пьесы «Лебедь».
Автор виолончельной школы (фр. Méthode complete et pratique de Violoncelle), ряда камерных сочинений для своего инструмента.
Лебуку посвящён струнный квартет Op. 75 Жоржа Онсло.